# Ginástica artística nos Jogos Pan-Americanos de 2019 - Cavalo com alças
A competição do cavalo com alças masculino foi um dos eventos da ginástica artística nos Jogos Pan-Americanos de 2019. Foi disputada no Polideportivo Villa El Salvador no dia 31 de julho. 

## Calendário
Horário local (UTC-5).
| Data        | Horário | Fase  |
| ----------- | ------- | ----- |
| 31 de julho | 13:30   | Final |

## Medalhistas
| Ouro   | BRA Francisco Barretto Júnior |
| Prata  | USA Robert Neff               |
| Bronze | COL Carlos Alberto Calvo      |

## Resultados

### Qualificação
| Pos. | Ginasta                       | Cavalo com alças | Notas |
| ---- | ----------------------------- | ---------------- | ----- |
| 1    | USA Brody Malone              | 14.500           | Q     |
| 2    | CAN Zachary Nathaniel Clay    | 14.500           | Q     |
| 3    | MEX Daniel Corral             | 14.150           | Q     |
| 4    | USA Robert Neff               | 14.100           | Q     |
| 5    | BRA Francisco Barretto Júnior | 13.950           | Q     |
| 6    | CAN Justin Karstadt           | 13.900           | Q     |
| 7    | COL Carlos Alberto Calvo      | 13.900           | Q     |
| 8    | PER Jesus Moreto              | 13.750           | Q     |
| 9    | VEN Adickxon Trejo            | 13.300           | R     |
| 10   | USA Santiago Mayol            | 13.300           | R     |
| 11   | MEX Huber Godoy               | 12.750           | R     |

### Final
| Pos.              | Ginasta                       | Cavalo com alças | Notas |
| ----------------- | ----------------------------- | ---------------- | ----- |
| Medalha de ouro   | BRA Francisco Barretto Júnior | 13.533           |       |
| Medalha de prata  | USA Robert Neff               | 13.466           |       |
| Medalha de bronze | COL Carlos Alberto Calvo      | 13.233           |       |
| 4                 | USA Brody Malone              | 12.766           |       |
| 5                 | MEX Daniel Corral             | 12.583           |       |
| 6                 | CAN Zachary Nathaniel Clay    | 12.366           |       |
| 7                 | CAN Justin Karstadt           | 12.366           |       |
| 8                 | PER Jesus Moreto              | 10.466           |       |